# 北ペトウトル山
北ペトウトル山（きたペトウトルやま）は、北海道の河東郡鹿追町にある標高1,400.9mの山である。山頂には二等三角点「邉登宇取」が設置されている。

## 概要
然別火山群を構成する山で、約30万年前から約10万年前にかけて活動した旧期然別火山群の成層火山である。南にはペトウトル山（1,414m）・南ペトウトル山（1,345m）が並ぶ。三角点が設置されている場所が山頂とされているが、北西側に400m弱離れたピークの方が高い（1,421m）。
山名の由来はアイヌ語の「ペト・ウトル（川・あいだ）」が由来である。明治時代に発行された「北海道実測切図」には「ペトウトルヌプリ」と記載されている。

## 登山
登山道はないため、残雪期に登られることが多い。主なルートは南ペトウトル山からペトウトル山を経て山頂へ登り、山頂東側の尾根から然別湖北側へ下り、道道85号を歩いて南ペトウトル登山口へ戻るルートである。北ペトウトル山頂から標高1,421mピークへ行く人もいる。